# El Ministeri de Passes Absurdes
"El Ministeri de Passes Absurdes" és un esquetx del programa televisiu Monty Python's Flying Circus dels Monty Python. Apareix al primer episodi de la segona temporada, titulat "Dinsdale!", que es va emetre per primer cop el 1970. També se'n va fer una versió reduïda per a la pel·lícula Monty Python Live at the Hollywood Bowl, que conté un directe representat al famós amfiteatre del Hollywood Bowl. L'esquetx el protagonitza John Cleese, que fa de funcionari amb barret de bombí en un ministeri britànic fictici que s'encarrega de desenvolupar passes absurdes amb subvencions. Al llarg de l'esquetx, el personatge interpretat per John Cleese camina de diverses maneres absurdes, i és precisament aquesta manera de caminar, més que no pas els diàlegs, el que ha donat fama a aquest esquetx.

## L'esquetx
L'esquetx, com es va representar originalment a la sèrie, comença amb John Cleese, que fa de funcionari anònim. Després de comprar el diari The Times en una botiga a l'esquetx anterior, va caminant pels carrers de Londres d'una manera peculiar. Finalment arriba al seu lloc de treball, el Ministeri de Passes Absurdes. Al rebedor es troba amb altres empleats que mostren les seves passes absurdes abans d'arribar a l'oficina (a la representació del Hollywood Bowl s'omet aquest preàmbul). Un cop hi és, es troba amb un home que l'espera, el senyor Putey (Michael Palin), i li demana disculpes, dient-li que últimament les seves passes s'han tornat particularment absurdes i que per això triga més a arribar a la seva destinació.
Putey li explica que voldria perfeccionar les seves passes absurdes amb una subvenció. Llavors les hi mostra, però per a Cleese no són prou absurdes. Li diu a Putey que no creu que el Ministeri el pugui ajudar, ja que les seves passes no són prou absurdes i, a més, van curts de pressupost. Després de la visita de Mrs Twolumps ("senyoreta Dosterrossos"), Cleese mostra a Putey una pel·lícula on apareixen diverses passes absurdes (aquesta part és una paròdia del cinema de principis del segle xx, amb Michael Palin vestit de Little Tich, un còmic anglès d'aquella època, qui apareix quan es va representar al Hollywood Bowl). Després de llançar el projector fora de l'escenari, Cleese li ofereix a Putey una subvenció que li permetrà treballar a les Passes Absurdes Anglo-franceses, La marche futile (una clara paròdia del desenvolupament del Concorde per part del Regne Unit i França). A continuació, després d'un canvi d'escena, apareixen dos francesos que expliquen en què consisteix La marche futile i un tercer home (Terry Jones) en fa una demostració vestit amb una barreja de roba anglesa i francesa, mentre sona una versió accelerada de La Marsellesa.
Durant l'esquetx, hi ha una breu aparició de Mrs Twolumps ("senyoreta Dosterrossos") la secretària del ministre, que porta cafè amb unes passes completament absurdes. A mesura que va caminant, li van caient les tasses per la safata i li vessa tot el cafè. El ministre es mira la safata, li diu "Gràcies, maca", i ella torna a marxar amb la safata i les tasses bolcades. A la versió del Hollywood Bowl, l'actriu que interpreta la secretària és Carol Cleveland i, en la seva aparició, salta sense voler (o expressament) a prop de Cleese i li tira el cafè per sobre.
Una vegada, en una edició-aniversari d'un programa de ràdio de comèdia de la BBC, conviden els Monty Python a participar-hi, però Cleese posa com a condició que interpretin l'esquetx. Els altres integrants de la companyia no estan del tot segurs de l'impacte còmic que pugui tenir l'esquetx a la ràdio, però acaben acceptant la proposta, després de l'escena sentimental que els munta Cleese. Cap al final del programa, Cleese representa l'esquetx a base de sèries de sonores i lentes passes. Al cap dels anys, se'ls ha demanat en repetides ocasions de tornar a fer l'esquetx, però per a Cleese ja no és tan fàcil interpretar aquestes passes. Una vegada que li van preguntar si hi hauria una nova gira dels Monty Python, va dir: "No penso fer més passes absurdes".

## Repercussió en la cultura popular
Sèries de televisió
- L'any 2000, en un episodi de la sèrie estatunidenca Mission Hill, emesa a Espanya al canal Cuatro, un dels personatges fa referència a l'esquetx, quan intenta impressionar una noia fent unes passes absurdes de l'esquetx.[4]
- En un capítol de la sèrie estatunidenca Gilmore Girls, emesa a Espanya a La 2 i a Cosmopolitan, quan la Rory diu "Sisplau, no te'n vagis així", en Dean li respon: "Ho sento, faria unes passes absurdes, però ara mateix no estic molt John Cleese".

Videojocs
- Al llarg del videojoc Goldeneye 007 es veu la imatge d'un home fent passes absurdes a l'estil John Cleese a la pantalla de diversos ordinadors.[5]
- Al videojoc Destroy All Humans! 2, a la ciutat d'Albion (basada en Londres), si es llegeix la ment d'un hippy, hi ha un pensament que diu: "Espero poder treballar al Ministeri de Passes Absurdes".[6]

Altres
- Al sisè capítol d'Hotel Fawlty, sèrie dels Monthy Python emesa a TV3, "Els alemanys", el personatge de Basil (John Cleese) imita a Hitler i diu: "faré les passes absurdes", fent el pas de l'oca com en els esquetxos dels Python. El públic va reaccionar amb riallades i aplaudiments.[7]
- En un número del còmic d'Els Simpsons, els britànics envaeixen Springfield i apareix John Cleese fent el pas de l'oca com a "ministre de les Passes Absurdes".
- El novembre de 2007, durant el trajecte del tren Eurostar entre Brussel·les i Londres, l'esquetx apareixia en una campanya publicitària. Els anuncis anaven sobre la construcció d'una bastida, amb dos obrers que caminaven amb una placa de vidre cap a una cantonada de la bastida i un home que caminava cap a ells imitant John Cleese amb les seves famoses passes absurdes. L'eslògan deia: "Warning! London is just around the corner!" ("Compte! Londres és a la cantonada!").

Per a més referències, consulteu l'entrada original en anglès.